# Jacques de Groote
Jacques de Groote (Klerken, 25 mei 1927 – Fiesole, 21 september 2024) was een Belgisch bankier.

## Carrière
In de periode 1973-1994 was de Groote een van de uitvoerende bestuurders van het Internationaal Monetair Fonds (IMF) en in de periode 1973-1991 een van de gouverneurs van de Wereldbank. Daarna was hij actief in verschillende internationale instellingen zoals de International Finance Corporation en de International Development Association.
De Groote was werkzaam in verschillende landen, waaronder België, Zwitserland, de Democratische Republiek Congo, Rwanda, en in verschillende landen van het voormalige Oostblok, waaronder Tsjechië.

### Academische carrière
Jacques de Groote was tevens werkzaam als hoogleraar aan verschillende universiteiten. Van 1955 tot en met 1957 was hij een assistent aan de Universiteit van Cambridge. Van 1963 tot 1992 gaf hij les aan de economiefaculteit van de Universiteit van Namen. Van 1963 tot en met 1973 was hij buitengewoon hoogleraar aan de Katholieke Universiteit Leuven. Van 1957 tot en met 1960, en van 1963 tot en met 1965 was hij assistent-professor aan de Universiteit van Rijsel. De Groote behaalde zijn Master in economie van de Universiteit van Cambridge, en een diploma in rechten, economie en politieke wetenschappen van zijn alma mater aan de Katholieke Universiteit Leuven.

### Financiële carrière
Jacques de Groote begon zijn carrière als financier in januari 1957. In de eerste maanden van 1960 droeg hij bij aan de dekolonisatie van Belgisch Congo. Van april 1960 tot en met mei 1963 was hij een assistent van de Belgische vertegenwoordiger bij het IMF en de Wereldbank in Washington. In mei 1963 begon hij te werken bij de Nationale Bank van België, waar hij actief was in de internationale betrekkingen. In juli 1965 accepteerde hij de positie van financieel adviseur bij de Belgische delegatie bij de OESO in Parijs. Tussen maart 1966 en mei 1969 was hij een economisch adviseur bij de regering van de Democratische Republiek Congo, waar hij tevens een adviseursfunctie bij de Nationale Bank van Congo waarnam.
In 1973 werd hij uitvoerend directeur bij het IMF en de Wereldbank. Hier steunde hij enkele Afrikaanse vertegenwoordigingen en trachtte het IMF en de Wereldbank tot nauwere samenwerking met hen te brengen. Daarnaast bekleedde hij de positie van directeur in het onderzoeksdepartement van de Belgische Nationale Bank van april 1971 tot en met november 1973. In het IMF, waar hij werkte tot en met 1994, vertegenwoordigde hij een groep van landen waaronder Tsjecho-Slowakije, en later Tsjechië.

## Affaire-MUS
Op het einde van de jaren 1990 werd een van de belangrijkste koolmijnen in Tsjechië, Mostecká Uhelná Spolecnost (MUS), geprivatiseerd. Na zijn carrière bij het IMF en de Wereldbank begon de Groote te werken met medeoprichter van investeringsgroep Carlyle. De Groote werd de voorzitter van een van de ondernemingen van Norris, Appian Group, en was een lid van de raad van bestuur van die onderneming. De Groote gebruikte Appian Group als een vehikel om een illegale financiële architectuur via MUS op te zetten. Zodoende trachtte hij de ware identiteit van aankopers van aandelen, niet Appian Group maar wel vijf Tsjechische managers van MUS, te verdoezelen. De Groote bekende in een getuigenis die hij indiende op 12 juni 2013 tijdens de zaak-MUS bij het Federale Zwitserse Gerechtshof in Bellinzona. Het was een cruciaal bewijsstuk dat leidde tot de veroordeling en gevangenisstraffen voor de vijf Tsjechische managers terwijl De Groote bijna een gevangenisstraf ontliep. Hij werd echter wel schuldig bevonden aan fraude, ongetwijfeld een eerste keer voor een uitvoerend directeur van het IMF.
De Groote verliet Appian Group in 2002.
Hij heeft verschillende internationale onderscheidingen en eretekens ontvangen, zoals grootofficier in de Belgische Leopoldsorde, de hoge militaire Luxemburgse Orde van de Gouden Leeuw van Nassau, een erekruis voor zijn diensten voor Oostenrijk en Luxemburg, de Hongaarse Orde van de Rode Ster, en de Zaïrese Orde van de Gouden Palm.
De Groote overleed op 21 september 2024 op 97-jarige leeftijd.